# Oxypoda elusa
Oxypoda elusa är en skalbaggsart som beskrevs av Thomas Casey 1911. Oxypoda elusa ingår i släktet Oxypoda och familjen kortvingar. Inga underarter finns listade i Catalogue of Life.